# Staroměstské náměstí (Varšava)
Staroměstské náměstí (polsky Rynek Starego Miasta) je centrem staroměstské části (Stare Miasto) čtvrti Střední Město (Śródmieście) ve Varšavě. Obdélníkové náměstí měří 90 na 73 metrů. Z každého rohu náměstí vycházejí dvě ulice. Náměstí vzniklo na konci 13. nebo na počátku 14. století. Tržní budovy byly původně převážně dřevěné, ale již v patnáctém století převažovaly cihlové domy v gotickém slohu. V 16. století kolem náměstí stály domy bohatých měšťanů se skromnými převážně barokními fasádami.
Do roku 1817 byla nejvýznamnější stavbou náměstí radnice, postavená před rokem 1429. Následně byla přestavěna v roce 1701 Tylmanem z Gamerenu a v roce 1817 zbourána.
Od roku 1855 ve středu náměstí stojí pomník Varšavské mořské panny (polsky Syrenka) od sochaře Konstantyho Hegela.
Od 19. století nesou čtyři strany Staroměstského náměstí jména čtyř Poláků, kteří zde kdysi žili:
- Ignáce Zakrzewského (jih),
- Huga Kołłątaje (západ),
- Jána Dekerta (sever) a
- Franciszka Barsse (východ).

V 19. století ztratilo Staré město v důsledku rychlého rozvoje Varšavy svůj význam obchodního a správního centra města. Většina Starého města byla zanedbávána a osídlena chudšími obyvateli města. Místní orgány se začaly zajímat o čtvrť teprve poté, co Polsko po 1. světové válce v roce 1918 znovu získalo samostatnost. Kolem roku 1928 byly fasády domů na náměstí vyzdobeny nástěnnými malbami, které navrhli nejvýznačnější polští malíři.
V průběhu Varšavského povstání v roce 1944 byly spáleny téměř všechny domy na Starém Městě, zdi se zhroutily, zůstaly jen stěny do výšky prvního patra. V letech 1949-1953 bylo Staré Město pečlivě zrekonstruováno se zřetelem na předválečný vzhled. Za starými fasádami byly postaveny moderní a komfortní bytové domy. V roce 1980 bylo zrekonstruované historické Staré město zapsáno na seznam historického dědictví UNESCO. V současné době je náměstí uzavřeno pro automobilovou dopravu.

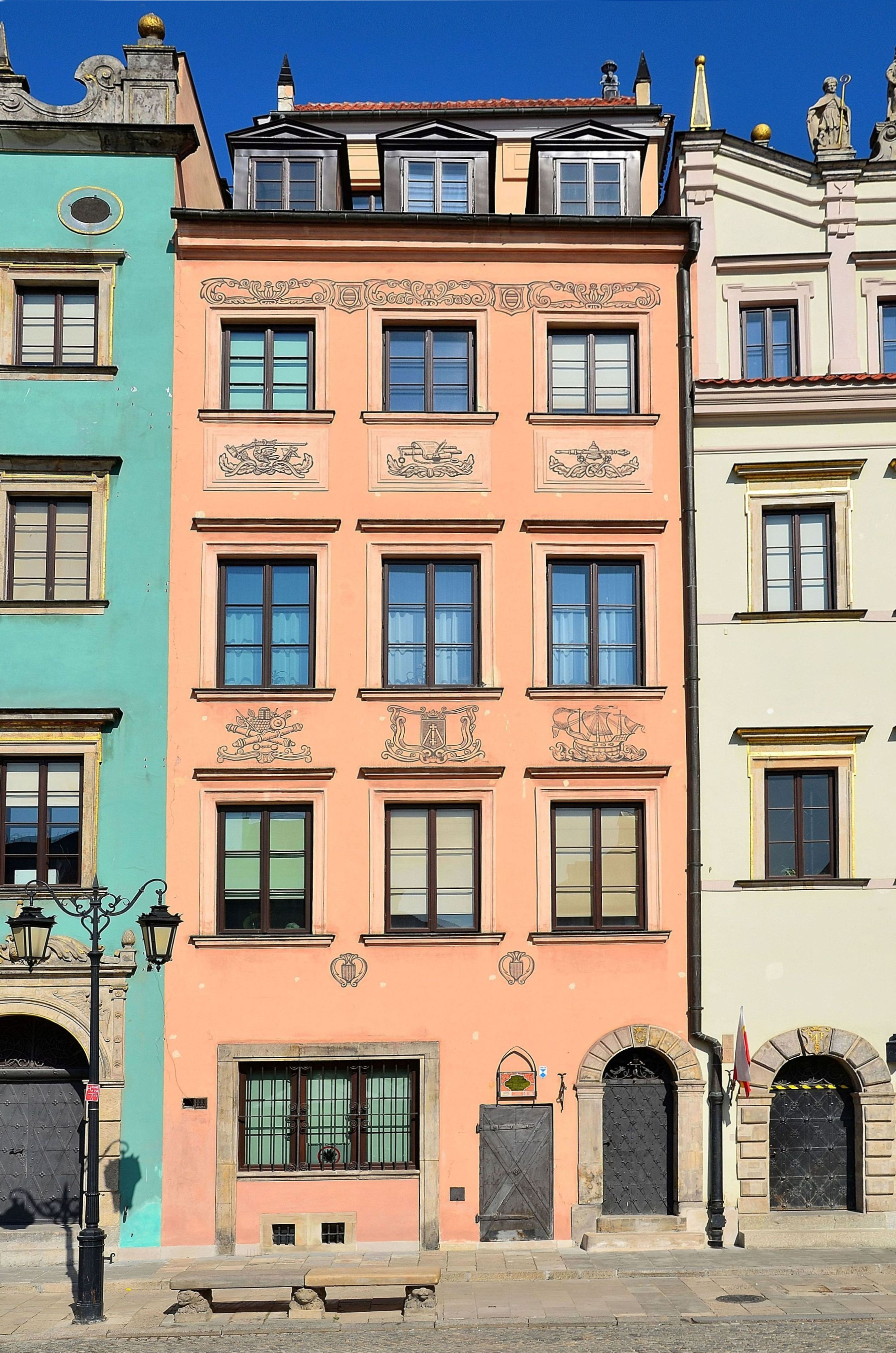
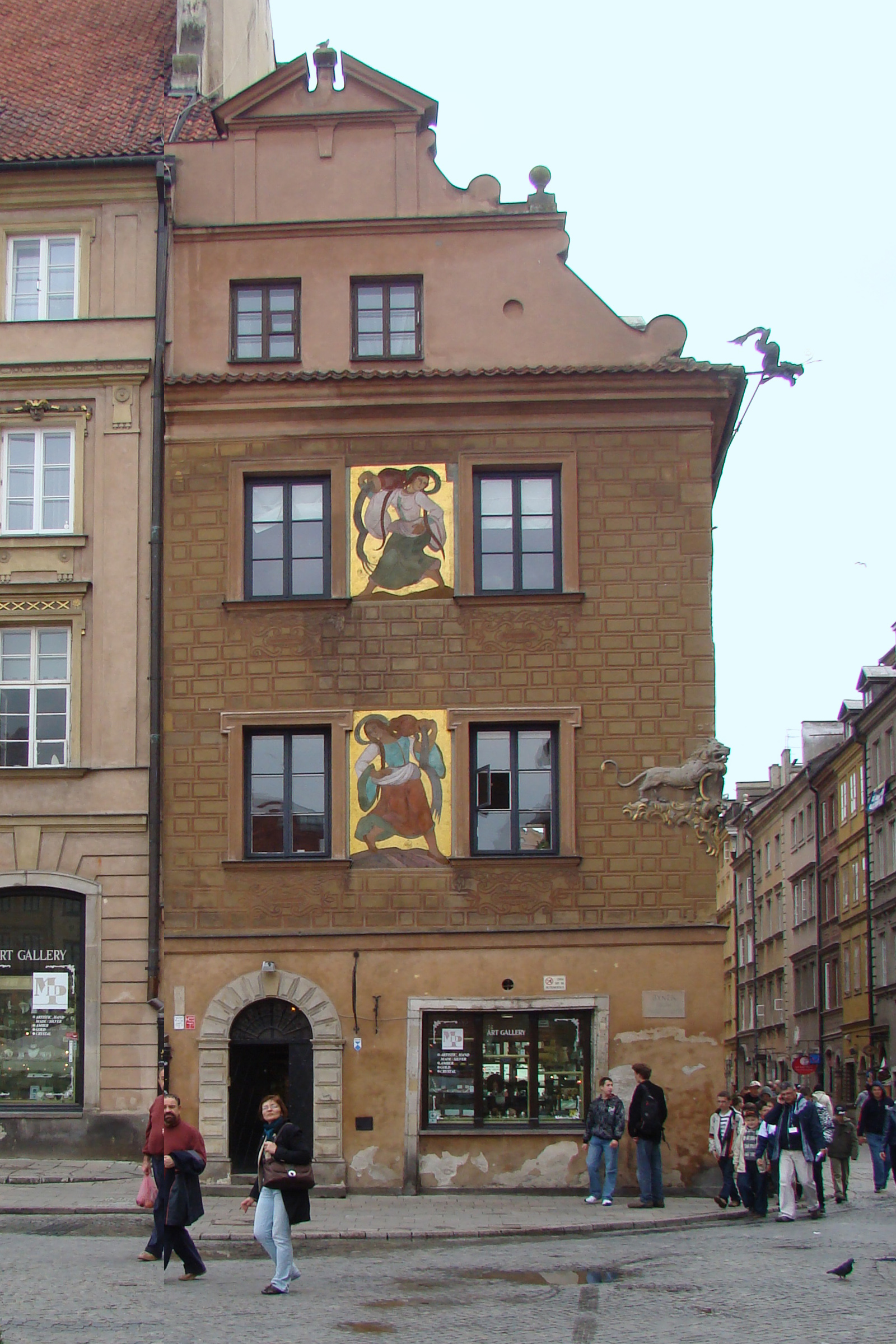
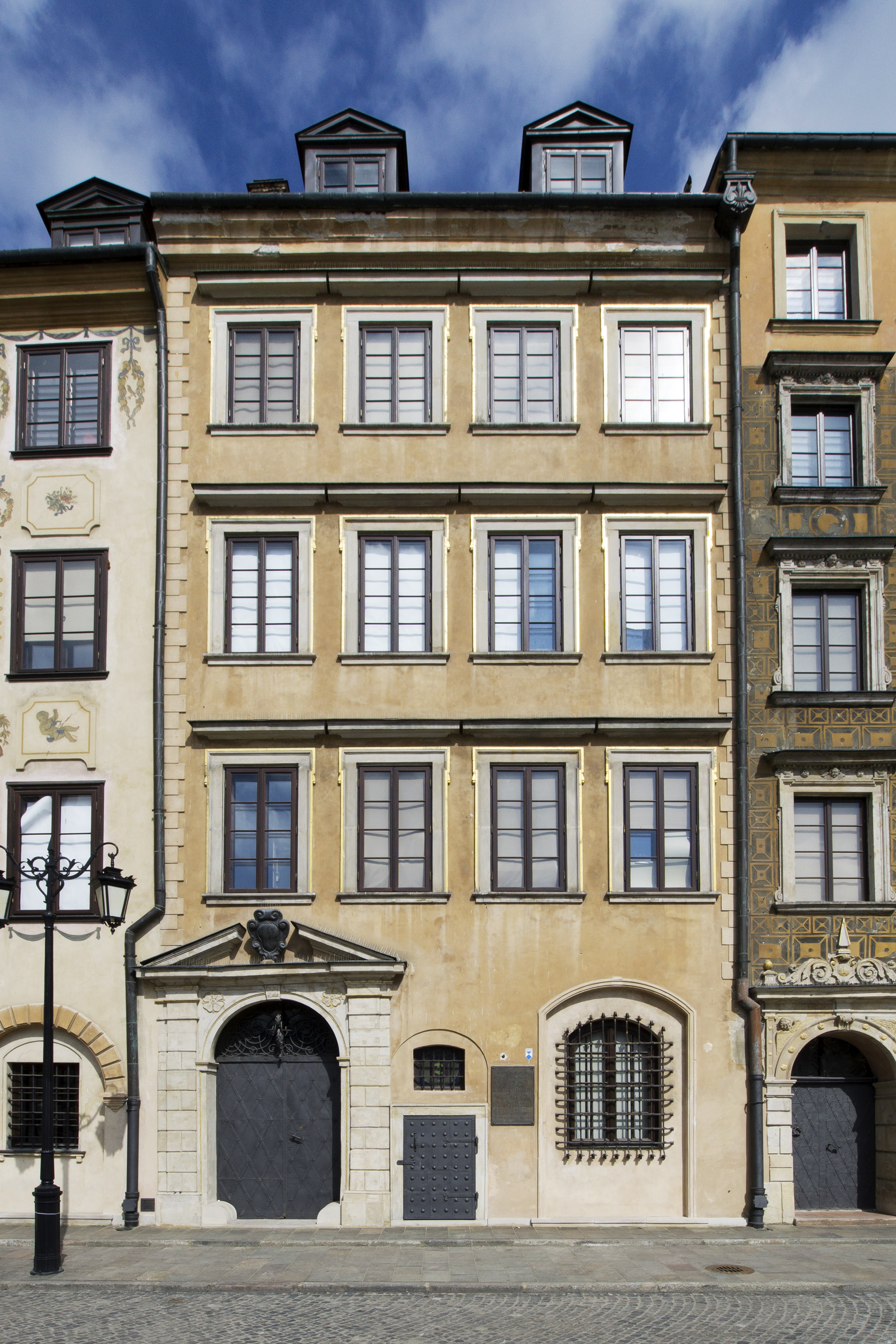
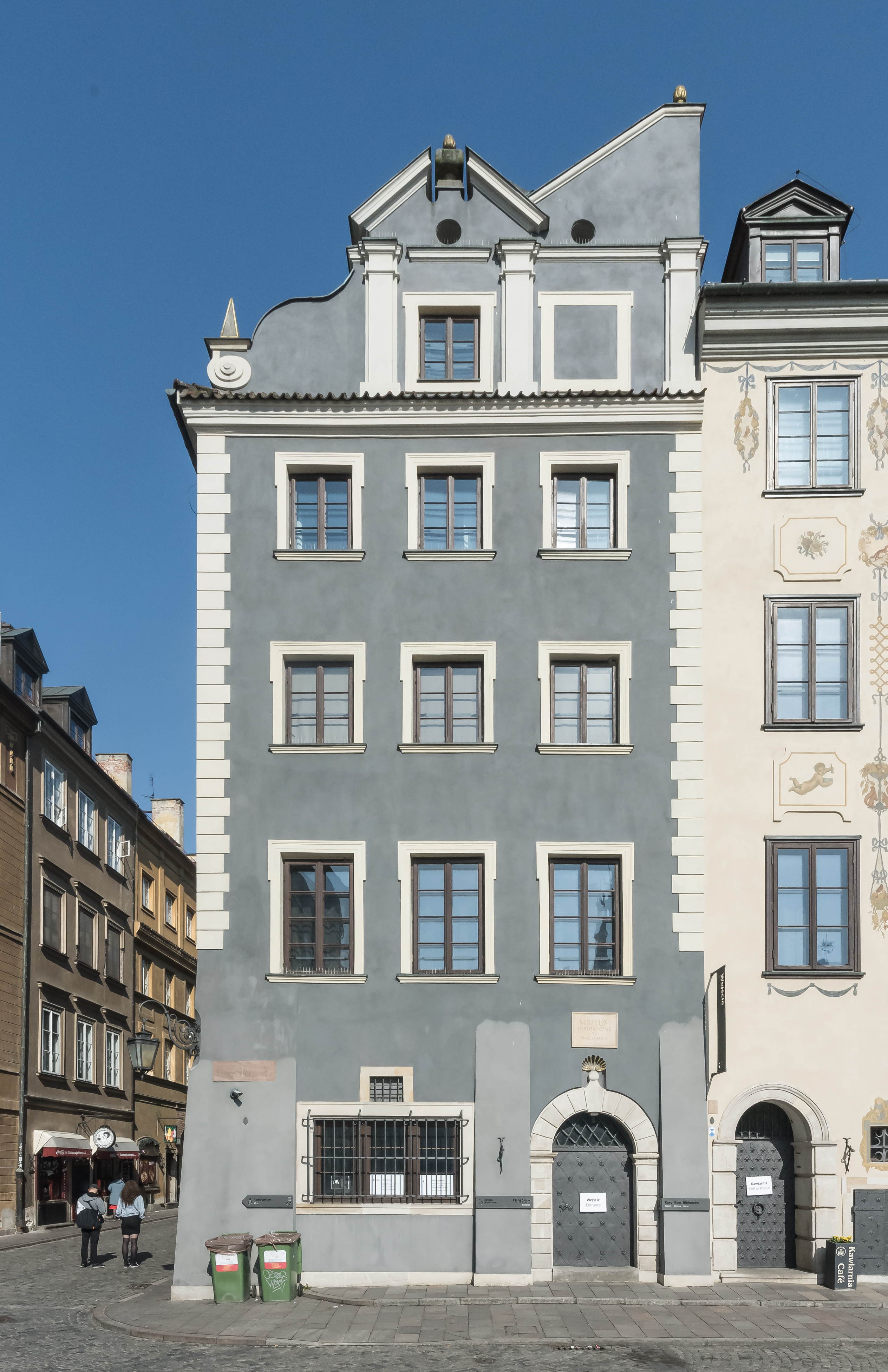
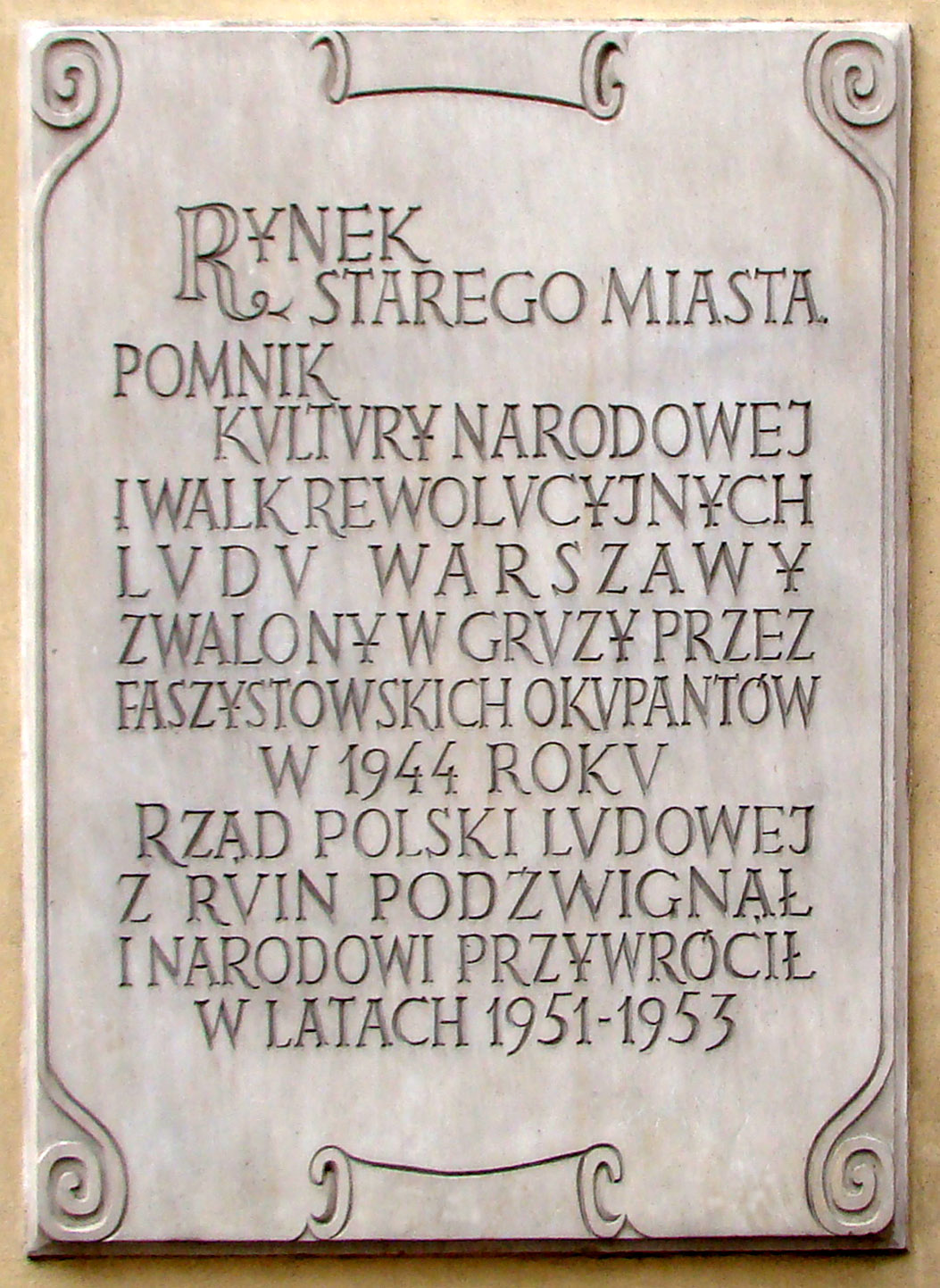
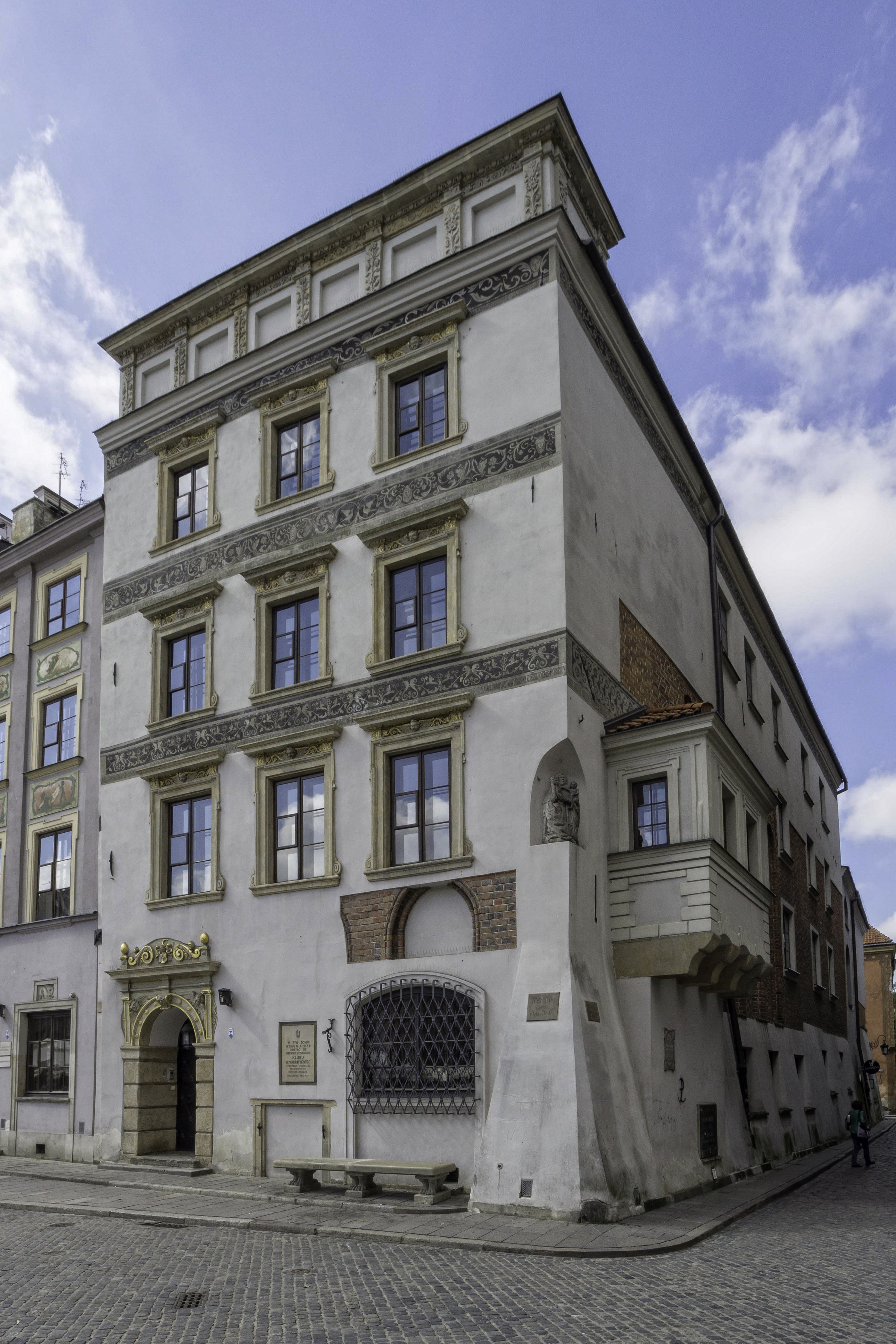
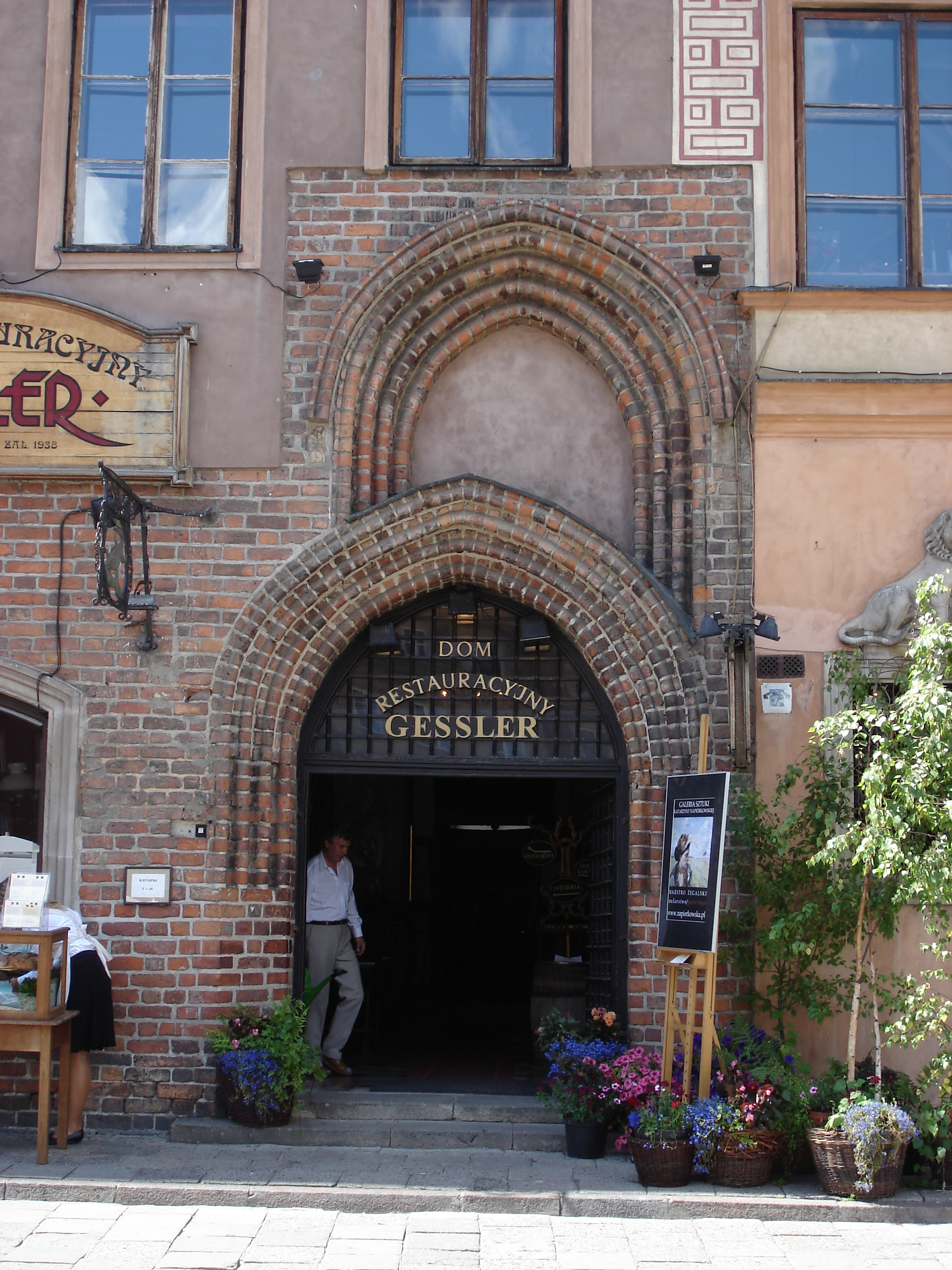
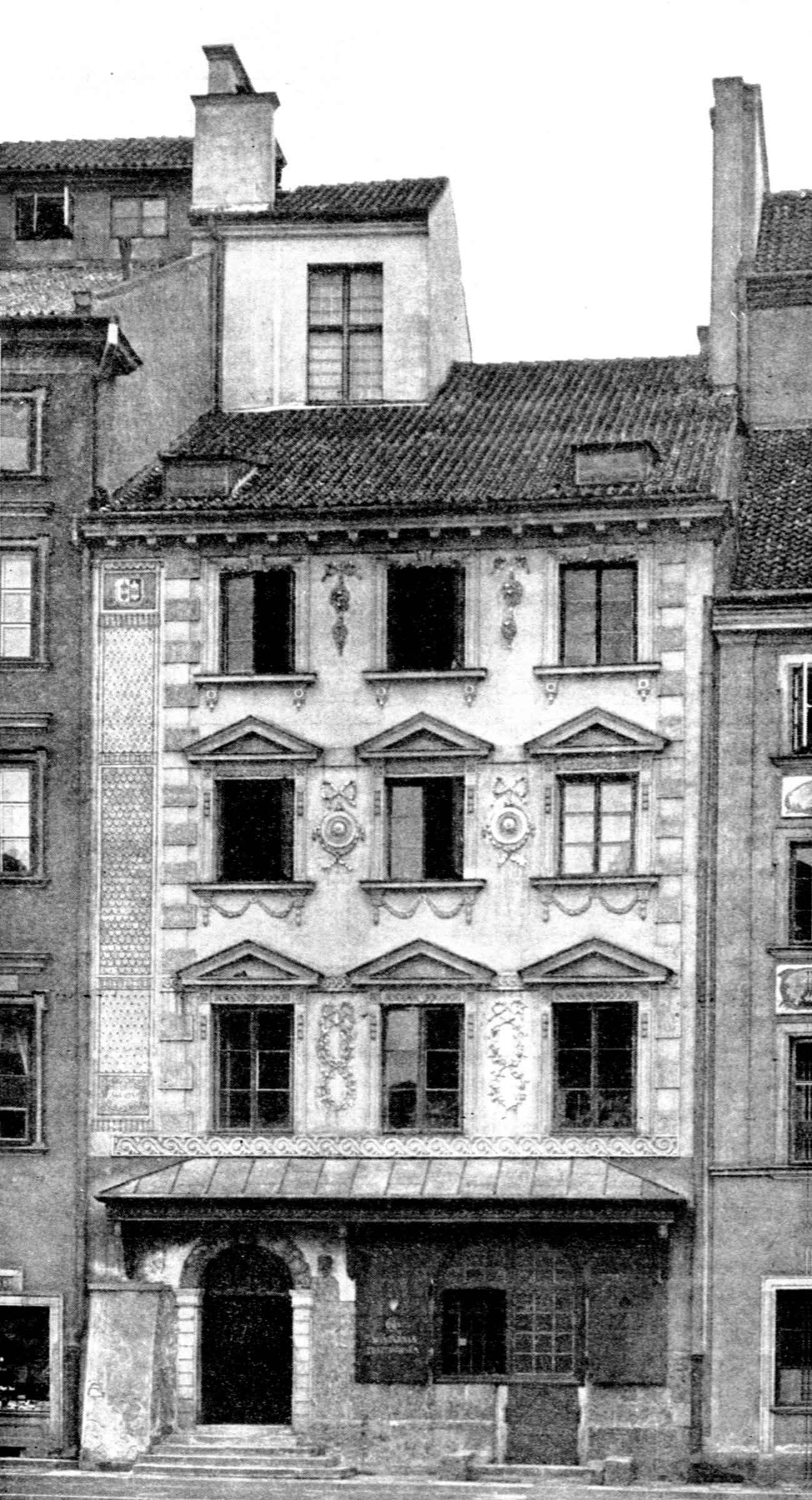